# Bwaidoga
Le bwaidoga ou bwaidoka est une des langues de la pointe papoue, une des langues océaniennes, parlé par 6 500 locuteurs dans la province de Baie Milne, à l'extrémité méridionale de l'île Goodenough, dans le district de Bolubolu et à l'ouest de Fergusson. Il comprend les dialectes suivants : Mataitai, Wagifa, Kilia, Lauwela, Bwaidoga, Faiyava, Belebele I, Bebebele Ii, Kalauna, Kiliva. Son lexique est similaire à 72 % avec l'iduna très proche.
Le diodio, le lamalele et le kaninuwa utilisent le bwaidoga comme langue seconde. 